# François Heutte
François Heutte (* 21. Februar 1938 in Chaumont-en-Vexin) ist ein ehemaliger französischer Fußballspieler.

## Vereinsstationen
Der Stürmer begann seine Karriere als Berufsspieler 1956 beim Zweitdivisionär FC Rouen, wo er schon während der Hinrunde erstmals in die Juniorennationalelf berufen und am Saisonende vom OSC Lille verpflichtet wurde. Nach einer für den Klub recht erfolgreichen Saison 1957/58 – der Aufsteiger beendete das Jahr auf dem sechsten Rang der ersten Liga – folgte zwölf Monate später der Abstieg. Heutte wechselte daraufhin zum Hauptstadtverein Racing Club de France, wo er fünf Jahre spielte und zweimal den Meistertitel nur knapp verpasste. Insbesondere in der Saison 1961/62 war es eine hauchdünne Entscheidung, denn Stade Reims zog erst am letzten Spieltag an Paris und Olympique Nîmes vorbei, und das nur aufgrund eines minimal besseren Torquotienten: Heuttes Klub fehlte ein einziges Tor.
1964 wechselte der Stürmer zur AS Saint-Étienne, die allerdings ihren Titel aus der Vorsaison nicht verteidigen konnte, und kehrte von da aus 1965 nach Lille zurück. Mit diesem Klub musste er am Ende der Spielzeit in die Barrages, wo er dann allerdings den Abstieg zu verhindern mithalf. Heutte wechselte erneut, diesmal zum wieder aufgestiegenen Stade Reims; dort bestritt er die Saison 1966/67 an der Seite von Raymond Kopa, aber trotz der Routine dieser beiden Angreifer gelang es den Rot-Weißen nicht, die Klasse zu halten. Heutte spielte danach zwar auch in der Division 2, allerdings nicht mehr für Reims, sondern bei EAC Chaumont; eine Rückkehr ins fußballerische Oberhaus mit diesem Verein gelang jedoch nicht. 1969 zog es ihn deshalb zu dem Verein zurück, bei dem er seine sportlich besten Jahre verbracht hatte: mit dem RC Paris stieg er noch aus der Division d'Honneur in die dritte Liga auf und beendete 1972 seine Karriere.

## In der Nationalmannschaft
Zwischen Dezember 1959 und Dezember 1961 kam François Heutte zu neun A-Länderspielen mit der Équipe tricolore; er erzielte in diesem Kreis auch vier Treffer, zwei davon im mit 4:5 verlorenen Halbfinale gegen Jugoslawien bei der Europameisterschaftsendrunde 1960. Sein letzter Auftritt bei den Bleus war das Entscheidungsspiel gegen Bulgarien in Mailand (0:1), durch das Frankreich die Teilnahme an der WM 1962 verpasste. Für Denis Chaumier hätte es der „elegante Dribbler und zielstrebige Torjäger“ auf deutlich mehr Einsätze bringen können, hätte er „mehr Reife entwickelt und wäre nicht immer ein ‚großes Kind‘ geblieben“.

## Leben nach der aktiven Zeit
Heutte machte sich Anfang der 1970er Jahre in Paris selbständig, zunächst mit einem Oberbekleidungsgeschäft, anschließend als Handelsvertreter und später mit einer kleinen Spedition. 

## Palmarès
- Französischer Meister: Fehlanzeige, aber Vizemeister 1961 und 1962 (mit RC Paris)
- Französischer Pokalsieger: Fehlanzeige
- 287 Erstligaeinsätze mit 97 Treffern, davon 95/34 für Lille, 135/46 für Paris, 24/8 für Saint-Étienne, 33/9 für Reims
- 9 A-Länderspiele (4 Tore)